# Municipio de Timilpan
El municipio de Timilpan es uno de los 125 municipios del Estado de México, México. Se trata de uno de los municipios del norte del estado, está dentro de la Región Atlacomulco, tiene una superficie de 172,81 km². Su cabecera municipal es la población de San Andrés Timilpan. 
Limita al norte con Aculco y Jilotepec; al sur con Atlacomulco; al este con Chapa de Mota; y al oeste con Acambay y Atlacomulco. Según el censo del 2010 tiene una población total de 15 391 habitantes.

## Toponimia
Cecilio A. Robledo, Olaguibel y A. Peñafiel, en la obra "Nombres Geográficos Indígenas del Estado de México", apuntan: TIMILPAN. "En la milpa o sementera de piedras". La palabra deriva de los vocablos temilpa, compuesto de: tetl, cuyo significado es piedra; milli, sementera; y pa, en o sobre", derivado del Náhuatl.
Según el Diccionario del Náhuatl en el Español de México indica la descomposición de los vocablos de Timilpan en: Te-mil-pan. De tetl, piedra, milli, sembradío,-pan, parte locativa. "En la sementera pedregosa."
Se consignan otras versiones: del vocablo ti, junto a; milli que indica sementera o sembradío; y la terminación pan que indica en, sobre o lugar: "Lugar junto a la sementera". La otra versión señala que la partícula te, significa ajeno; milli que indica sementera o sembradío; y la terminación pan que significa en, sobre o lugar. "En o sobre el sembradío ajeno"

## Política y Gobierno
| Presidente municipal                | Periodo   |
| ----------------------------------- | --------- |
| Bernardino González                 | 1897      |
| Francisco Flores                    | 1898-1900 |
| Damián Flores                       | 1901      |
| Sotero Flores Miranda               | 1902      |
| Valeriano Ordóñez                   | 1903-1905 |
| Miguel Flores                       | 1906-1908 |
| Celestino Pérez Osornio             | 1908      |
| Margarito Osornio                   | 1909-1911 |
| Arcadio Miranda Rodríguez           | 1912-1914 |
| Hermenegildo Colín                  | 1915      |
| Margarito Osornio                   | 1916-1917 |
| Arcadio Miranda Rodríguez           | 1918      |
| Inocencio Miranda                   | 1920-1922 |
| Arcadio Miranda Rodríguez           | 1923      |
| Patrocinio Pérez                    | 1924      |
| Arcadio Miranda Rodríguez           | 1927      |
| Hermenegildo Colín Molina           | 1930-1931 |
| Melitón Colín Molina                | 1932      |
| José Ruiz Rojo                      | 1933      |
| Wenceslao Reyes                     | 134-1936  |
| Armando Vara de Valdés              | 1937      |
| Emilio Huitrón Miranda              | 1938-1939 |
| Hilario Plata                       | 1940-1941 |
| Herminio Molina Miranda             | 1942-1943 |
| Tomás Monroy                        | 1944-1945 |
| Juan Montiel                        | 1946-1948 |
| Ángel Molina Miranda                | 1949-1951 |
| Juan Montiel                        | 1952-1954 |
| Luis Montero                        | 1955-1957 |
| Ángel Molina Miranda                | 1958-1960 |
| Patrocinio Pérez Montiel            | 1961-1963 |
| Ciro Sánchez Velásquez              | 1964-1966 |
| José Miranda Serrano                | 1967-1969 |
| Pedro de Jesús Pérez                | 1970-1972 |
| Gonzalo Gómez Navarro               | 1973      |
| Joel Monroy Huitron                 | 1974-1975 |
| Arnulfo Molina Osornio              | 1976-1978 |
| José Miranda Serrano                | 1979-1981 |
| Isaías Chimal Molina                | 1982-1984 |
| Manuel Pérez Garrido                | 1985-1987 |
| Fidel Molina Martínez               | 1988-1990 |
| Alberto Pichardo Colín              | 1991-1993 |
| Adrián Isabel Monroy Huitrón        | 1994-1996 |
| Job Esteban Miranda Miranda         | 1997-1999 |
| Angel Caballero Molina              | 2000-2003 |
| Sergio Flores Molina                | 2003-2006 |
| Jesús Federico Molina Garrido       | 2006-2009 |
| PFD Mtro. Isaías Lugo García        | 2010-2012 |
| Oscar Rodríguez Ruiz                | 2013-2015 |
| Mtro. Isaías Lugo García            | 2016-2018 |
| Lic. Laura Leticia Caballero Juárez | 2019-2021 |
| Mtro. Isaías Lugo García            | 2022-2024 |

## Turismo
En Timilpan se encuentra el bioparque Estrella, con gran cantidad de especies silvestres en su hábitat. Adquirió fama a principios de 2010. Se localiza a escasos 20 km de la cabecera municipal en la Carretera a Villa del Carbón. Es un parque ecoturístico visitado principalmente por capitalinos de la Ciudad de México y su Zona Matropolitana.